# RAC 105
Pel canal de televisió del mateix nom, vegeu RAC 105 TV.
RAC 105 és una emissora de ràdio musical de Catalunya dedicada als èxits de diferents estils nascuda al 1982 i pertanyent Ràdio Associació de Catalunya. Actualment, l'emissora té uns 166.000 oients diaris.

## Història
L'emissora va néixer el 23 de desembre del 1982, amb el nom de Ràdio Associació de Catalunya, SCCL, quan la Generalitat de Catalunya li va concedir una llicència radiofònica per poder emetre en freqüència modulada.
L'emissora és hereva de la que Eduard Rifà i Anglada va fundar el 1930, i que gestionava EAJ 15-Ràdio Associació de Catalunya. El maig del 1983, Ràdio Associació, SCCL, arriba a un acord amb la Corporació Catalana de Ràdio i Televisió per tal que aquesta gestioni la nova freqüència. RAC 105 entra, doncs, a formar part del grup d'emissores de la Generalitat per tal que aquest pugui desenvolupar un projecte global amb una emissora generalista Catalunya Ràdio i una musical (o de ràdio fórmula). D'aquesta manera, el 15 de febrer de l'any 1984 neix RAC, la primera ràdio fórmula musical en català de la història, que es trobava a la freqüència 105 MHz de l'FM, fet que va propiciar que l'any 1993 canviés el seu nom pel de RAC 105. La seva llicència va ser renovada l'any 1988.
El 1998, Ràdio Associació, SCCL, recupera la gestió de la freqüència i, conjuntament amb l'empresa Radiocat XXI, participa de la creació d'un nou projecte de radiodifusió privada a Catalunya. Manté l'oferta de la ràdio fórmula RAC 105 i crea un nou projecte de programació d'abast general amb RAC 1.
Des de l'estiu del 2015, RAC 105 va canviar completament la seva ràdio fórmula vers a la d'anys anteriors fent que la gent jove se senti més atreta a l'emissora perquè ara posen molts menys clàssics a diferència d'abans i es decanten més per les cançons noves i amb ritme. RAC 105 va anunciar que a l'abril del 2016 va guanyar 8.000 oients més respecte a fa un any (en total 223.000 oients) i se suposa que és gràcies a aquest canvi tan radical a la ràdio fórmula.
A partir del setembre del 2016, RAC 105 va acomiadar Cristina Serra (no se'n saben els motius) i van mantenir Montse Vidal, Xavi Canalias i Albert Buscarons com a locutors de l'emissora.
Al maig de 2018, Mercè Raga es va incorporar en substitució de Montse Vidal, que va agafar la baixa per maternitat.
Al final de la temporada 2018-2019 es va donar per acabat el programa Fricandó Matiner i Fes-te RAC105. Ernest Codina i Xavi Canalias van deixar l'emissora.
La temporada 2019-2020 va començar el nou projecte matinal La primera hora amb Quim Morales. L'equip el formen Xavier Pérez Esquerdo, Jordi Ramoneda, Laia Flórez i Víctor Ollé. La temporada 2020-2021 es van integrar a l'equip Marc Bala i el tècnic Joan Ferrús. Aquest projecte matinal finalitza l'estiu de 2021 amb la marxa del presentador a Catalunya Ràdio.

### Logotips
| 1984-1993 | 1993-1998 | 1998-2004 | 2004-2010 | 2010-2017 | Des de 2017 |
| --------- | --------- | --------- | --------- | --------- | ----------- |

## Programació
De dilluns a divendres
- 06:00 a 11:00 - Matina, Codina amb Ernest Codina
- 11:00 a 14:00 - La teva música amb Albert Buscarons
- 14:00 a 17:00 - La teva música amb Arnau Molet.
- 17:00 a 21:00 - Ja tardes! amb Enric Font.
- 21:00 a 00:00 - El ritme de la nit (divendres).
- 00:00 a 06:00 - La teva música.

Cap de setmana
- 00:00 a 10:00 - La teva música.
- 10:00 a 14:00 - La teva música amb Albert Buscarons (dissabte) i Arnau Molet (diumenge).
- 14:00 a 17:00 - La teva música amb Arnau Molet (dissabte) i Enric Font (diumenge).
- 17:00 a 21:00 - La teva música amb Enric Font (dissabte) i Albert Buscarons (diumenge).
- 21:00 a 00:00 - El ritme de la nit (dissabte).
- 21:00 a 00:00 - La teva música (diumenge).
- 00:00 a 06:00 - La teva música

## Freqüències
- Andorra la Vella, 100.2 FM
- Barcelona, 105.0 FM
- Girona, 91.9 FM
- Lleida, 101.3 FM
- Manresa, 104.8 FM
- Tarragona, 89.3 FM
- Tortosa, 94.2 FM
- Palamós, 91.4 FM
- Blanes, 89.0 FM
- Puigcerdà, 91.4 FM
- Vilanova i la Geltrú, 91.2 FM

Notes: Des del dia 1 d'agost del 2010, RAC 105 emet a Tarragona i rodalia a través del 89.3 de la FM, en substitució de la freqüèncuia emprada fins aquesta data, el 103.3 de la FM.